# Cordula Zickgraf
Cordula Zickgraf (* 1954 in Gütersloh) ist eine deutsche Schriftstellerin.

## Leben
Nach der Schule machte sie eine Ausbildung zur Krankenschwester und arbeitete in einer Klinik. Mit ihrem ersten Buch „Ich lerne leben, weil du sterben musst“ erzielte sie einen Erfolg, das Werk wurde auch unter dem Titel „Aranka“ für das Fernsehen verfilmt. Zickgraf hat zwei Kinder, lebt in München und arbeitet weiterhin als Krankenschwester.

## Veröffentlichungen
- Ich lerne leben, weil du sterben musst. Ein Krankenhaustagebuch. Kreuz-Verlag, Stuttgart 1984, ISBN 978-3-783-10554-4 [5. Aufl.; 9. Aufl. 1988; weitere Aufl. im Allitera-Verlag, München 2001], finnische Übersetzung: Kuolemasi opetti minut elämään : sairaalapäiväkirja, Kirjaneliö, Helsinki 1981
- Mit einem Bein im Leben. Roman. Bitter-Verlag, Recklinghausen 1987, ISBN 978-3-790-30344-5 [1. Aufl.; 5. Aufl.: dtv, München 1995], dänische Übersetzung: Med ét ben i livet, Sommer og Sørensen, Kopenhagen 1988, ISBN 87-7499-825-0
- Ein Stück eigenes Leben. Geschichte einer Schwesternschülerin. Bitter-Verlag, Recklinghausen 1989, ISBN 978-3-790-30376-6 [1. Aufl.; 2. Aufl. 1990]
- Treffpunkt Spielplatz. Ein Antimäkelbuch für denkende Mütter und Väter. Bitter-Verlag, Recklinghausen 1991, ISBN 978-3-790-30416-9
- Violinenpaul. Christliches Verlagshaus, Stuttgart 1993, ISBN 978-3-767-57112-9
- Der Sohn des Piloten. Die Schatzkiste, München 2002, ISBN 978-3-935-87737-4 (BoD)

## Filmografie
- 1986: Aranka (basierend auf Ich lerne leben, weil du sterben musst)[1][2]